# Pedogênese (solo)

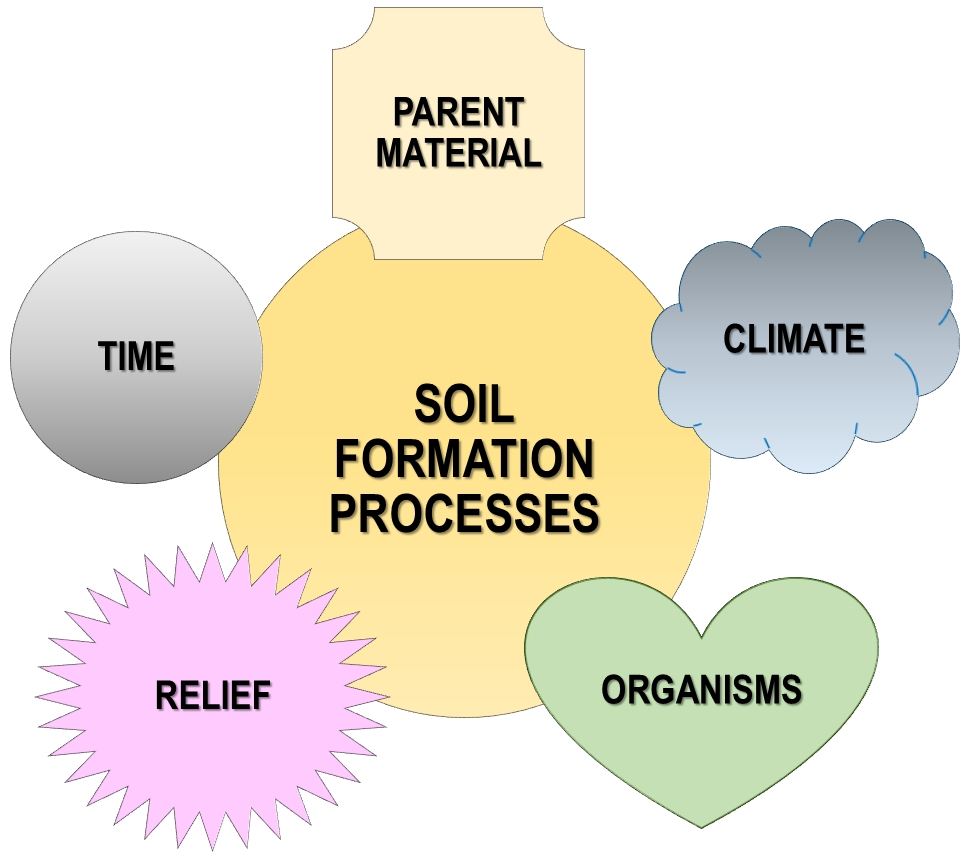
Esquema de fatores responsáveis pela formação dos solos.

Pedogênese (português brasileiro) ou pedogénese (português europeu) ou formação de solos é o processo no qual determinado solo é formado, assim como suas características e sua evolução na paisagem.

## Fatores da pedogênese
O modelo de 5 fatores  é o mais conhecido e difundido, podendo ser visto como um paradigma nas ciências da Terra após os estudos de Jenny 
Neste modelo, baseado nos estudos pioneiros de Dokuchaev, é afirmado que e o solo e suas propriedades são ocasionados pelo clima, organismos, material de origem e tempo. Posteriormente, foi adicionado o relevo como um novo fator.
- Clima - O fator mais importante. O clima engloba a noção de mudanças de temperaturas (que atuam no intemperismo físico sobre a rocha sã), precipitação, umidade e até mesmo na morfogênese local. Associa-se com a biomassa (determinando tipos de organismos que vivem sobre o solo) ou com o relevo, implicando os veios de água superficiais ou freáticos. O clima também varia conforme a escala, chegando até mesmo a modificar o solo por pequenas diferenças do relevo (por exemplo, se o solo está em uma vertente sob mais horas de Sol ou de precipitação) e vegetação (protegido da chuva e do Sol, sob uma copa de árvore, por exemplo).
- Organismos - Organismos podem destruir o solo mecanicamente, abrindo poros, e quimicamente, criando ácidos. Pode, ainda mais, proteger o solo da atuação direta de chuvas e erosões.
- Relevo - O relevo influencia nos caminhos de drenagem da água e no clima. Pode deixar o solo protegido de processos erosivos, como águas e ventos, assim como pode determinar microclimas. Geralmente, numa mesma vertente, há diversos tipos de solos associados entre si por transportes internos de matéria.
- Material de origem - É a rocha matriz ou material sedimentar que origina o material do solo. Quanto mais jovem o solo, mais características manterá do material de origem. Posteriormente, com a constante atuação de efeitos externos, o solo transforma os minerais primários em secundários, geralmente argilas ou óxidos. A rocha matriz também é importante pois dependendo de sua resistência, influência no relevo da paisagem, assim como também no tempo da pedogênese (rochas mais duras demoram mais tempo para formar solos profundos).
- Tempo - O mais abstrato dos fatores, porém não menos importante. Diz-se que um solo, conforme se passa o tempo, busca a "maturidade", ganhando profundidade e tendo alto teores de argila. Contudo, tal é dinâmica da pedogênese e da litosfera, implicando reciclagem de materiais e paisagens, solos dificilmente serão vistos como maduros, sendo esta noção critícada por alguns pesquisadores [3] [4].

## Processos da pedogênese
Os progressos que atuam sobre o solo foram estudados inicialmente por Simonson em 1959 e 1978. Diferente do modelo de Jenny (e não contraditório a ele), o modelo de Simonson foca-se muito mais nos processos do que nos fatores. É também visto como um paradigma dentro da Pedologia.
Neste modelo, o solo é pensado como um sistema e como efeito de dois passos: Acumulação de material de origem e diferenciação do material em horizontes (algo já observado desde os primódios da Pedologia).
Dessa forma, para explicar o motivo da diferenciação horizontal em um perfil de solo, acredita-se que nele há os processos  de 
- Acidificação - Geralmente entrada de nova matéria mineral, matéria orgânica e água.
- Remoção - Perda de material para fora do solo, geralmente por causa do escoamento da água.
- Transporte/Translocação - É o transporte interno de elementos abióticos ou de origem biótica. O horizonte onde prevalece a perda, será chamado de horizonte eluvial. Naquele que prelavece a entrada, seria um horizonte iluvial
- Transformação - Transformação dos elementos, como minerais primários em secundários ou a solidificação de matéria orgânica.